# Jishan (Yuncheng)
Jishan (chin. 稷山县 Jìshān Xiàn) ist ein chinesischer Kreis im Verwaltungsgebiet der bezirksfreien Stadt Yuncheng im Süden der Provinz Shanxi. Die Fläche beträgt 683 Quadratkilometer und die Einwohnerzahl 316.114 (Stand: Zensus 2020).
Die Gräber mit den Ziegelschnitzereien von Macun (Macun zhuandiao mu 马村砖雕墓), der Qinglong-Tempel (Qinglong si 青龙寺) und der Jiwang-Tempel von Jishan (Jishan Jiwang miao 稷山稷王庙) stehen auf der Liste der Denkmäler der Volksrepublik China.